# Produce 101 (Temporada 1)
Produce 101 (en hangul, 프로듀스 101; romanización revisada, Peurodyuseu 101; McCune-Reischauer, P'ŭrodyusŭ 101) es un programa de telerrealidad de supervivencia producido y transmitido por el canal surcoreano Mnet, que se emitió del 22 de enero al 1 de abril de 2016. El programa presenta un formato a gran escala en el que el público tiene la oportunidad de «producir» un grupo musical femenino, seleccionando a las integrantes de un grupo de 101 aprendices provenientes de 46 compañías de entretenimiento (excluyendo las dos principales de Corea del Sur, SM y YG Entertainment), así como el concepto, la música debut y el nombre del grupo. Al final del programa, se formó un grupo llamado I.O.I, compuesto por once miembros, las ganadoras del programa: Nayoung, Chungha, Sejeong, Chaeyeon, Jieqiong, Sohye, Yeonjung, Yoojung, Mina, Doyeon y Somi. El grupo debutó el 4 de mayo de 2016 y sus actividades finalizaron el 17 de enero de 2017, conforme a lo previsto.
El programa cuenta con el segundo mayor presupuesto de todos los producidos por Mnet, con aproximadamente 4 mil millones de wones (alrededor de 3.4 millones de dólares).
La segunda temporada con el mismo nombre, con aprendices masculinos, se estrenó el 7 de abril de 2017.

## Concepto
Produce 101 fue la primera colaboración nacional entre agencias de entretenimiento en Corea del Sur, reuniendo a 101 aprendices femeninas de 46 agencias diferentes, excluyendo a las dos principales, SM y YG Entertainment, tanto de Corea del Sur como del extranjero. De las 101 participantes, solo once fueron seleccionadas para formar un grupo femenino. Este grupo estaba programado para lanzar aproximadamente cuatro canciones durante un año y un álbum través del sello discográfico CJ E&M. Además, las integrantes seleccionadas también podían ser incorporadas a grupos musicales futuros planificados por sus respectivas agencias.
Las 101 participantes comenzaron a vivir juntas el 5 de diciembre de 2015 en un dormitorio compartido. Su primera aparición en el escenario fue el 27 de diciembre de 2015, cuando se enfrentaron en una misión en equipo en el estudio de CJ E&M.
Para el entrenamiento de las participantes, se reclutaron varios artistas destacados. El cantante Jang Keun-suk se desempeñó como presentador, mientras que la vocalista de Brown Eyed Girls, JeA, junto con la instructora vocal Kim Sung-eun, la solista Kahi, la coreógrafa Bae Yoon-jung y la rapera Cheetah, se encargaron de la formación en vocalización, danza y rap, respectivamente. Además, la entrenadora Ray Yang fue responsable del acondicionamiento físico de las participantes.

## Promoción
Produce 101 fue presentado por primera vez en el episodio 453 de M! Countdown, el 17 de diciembre de 2015. El programa fue introducido por Jang Keun-suk, y 98 de las 101 participantes tuvieron la oportunidad de demostrar sus talentos interpretando la canción «Pick Me».
A partir del 18 de diciembre de 2015, las 101 participantes fueron reveladas en el sitio web oficial del programa, así como en Facebook, Instagram y Naver TV Cast, a lo largo de siete días. Cada una de las chicas fue presentada con un perfil que incluía fotos y un vídeo introductorio.
El 21 de enero de 2016, se llevó a cabo una presentación introductoria del programa en el 63 Convention Center, en Yeouido. El evento contó con la participación del presentador Jang Keun-suk, las cinco entrenadoras y 97 de las 101 concursantes. Durante la presentación, se anunció que el grupo femenino resultante de Produce 101 estaría formado por once integrantes y debutaría bajo la gestión de YMC Entertainment.

## Concursantes
En el tercer episodio, que se emitió el 5 de febrero de 2016, se reveló que tres concursantes habían abandonado el programa: Kim Ha-yun (101 Doors), Yim Kyung-ha (Astory Entertainment) y Lim Hyo-sun (CMG Chorok Stars). Ma Eun-jin, de Clear Company, se unió al programa pero dejó el programa en el cuarto episodio debido a problemas de salud. Los nombres romanizados corresponden al sitio web oficial del programa, y las edades se indican según el sistema de edad coreano.
Leyenda
- Abandonó el programa
- Eliminada en el quinto episodio
- Eliminada en el octavo episodio
- Eliminada en el décimo episodio
- Eliminada en el undécimo episodio
- Ganadoras (integrantes de I.O.I)

| Empresa                                 | Nombre                        | Edad | Evaluación de los jueces | Evaluación de los jueces | Ranking    | Ranking    | Ranking    | Ranking    | Ranking     | Ranking     | Ranking     | Ranking     | Ranking   |
| Empresa                                 | Nombre                        | Edad | Evaluación de los jueces | Evaluación de los jueces | Episodio 5 | Episodio 5 | Episodio 8 | Episodio 8 | Episodio 10 | Episodio 10 | Episodio 11 | Episodio 11 | Final     |
| Empresa                                 | Nombre                        | Edad | 1ª                       | 2ª                       | N.º        | Votos      | N.º        | Votos      | N.º         | Votos       | N.º         | Votos       | Final     |
| --------------------------------------- | ----------------------------- | ---- | ------------------------ | ------------------------ | ---------- | ---------- | ---------- | ---------- | ----------- | ----------- | ----------- | ----------- | --------- |
| Aprendices independientes               | Kang Si-won (강시원)          | 20   | F                        | C                        | 39         | 56 224     | 36         | 206 504    | Eliminada   | Eliminada   | Eliminada   | Eliminada   | 36        |
| Aprendices independientes               | Kim Min-jung (김민정)         | 14   | D                        | F                        | 51         | 39 033     | 45         | 127 877    | Eliminada   | Eliminada   | Eliminada   | Eliminada   | 45        |
| Aprendices independientes               | Kim Seo-kyoung (김서경)       | 17   | B                        | A                        | 30         | 72 474     | 27         | 300 125    | 30          | 6871        | Eliminada   | Eliminada   | 30        |
| Aprendices independientes               | Kim Si-hyeon (김시현)         | 17   | F                        | D                        | 35         | 60 090     | 40         | 150 271    | Eliminada   | Eliminada   | Eliminada   | Eliminada   | 40        |
| Aprendices independientes               | Seong Hye-min (성혜민)        | 27   | D                        | F                        | 55         | 33 641     | 24         | 329 366    | 28          | 7129        | Eliminada   | Eliminada   | 28        |
| &August Entertainment                   | Yoon Seo-hyeung (윤서형)      | 21   | F                        | D                        | 29         | 73 558     | 37         | 187 021    | Eliminada   | Eliminada   | Eliminada   | Eliminada   | 37        |
| 101 Doors                               | Kim Ha-yun (김하윤)           | 22   | Eliminada                | Eliminada                | Eliminada  | Eliminada  | Eliminada  | Eliminada  | Eliminada   | Eliminada   | Eliminada   | Eliminada   | Eliminada |
| 2able Company (투에이블 컴퍼니)         | Park Hae-young (박해영)       | 18   | A                        | B                        | 43         | 47 662     | 38         | 172 797    | Eliminada   | Eliminada   | Eliminada   | Eliminada   | 38        |
| Astory Entertainment (애스토리)         | Park Ga-eul (박가을)          | 17   | B                        | C                        | 46         | 41 873     | 52         | 103 784    | Eliminada   | Eliminada   | Eliminada   | Eliminada   | 52        |
| Astory Entertainment (애스토리)         | Yim Kyung-ha (임경하)         | 19   | Eliminada                | Eliminada                | Eliminada  | Eliminada  | Eliminada  | Eliminada  | Eliminada   | Eliminada   | Eliminada   | Eliminada   | Eliminada |
| Blessing Entertainment (블레싱)         | Kim Do-hee (김도희)           | 19   | F                        | F                        | 81         | 21 485     | Eliminada  | Eliminada  | Eliminada   | Eliminada   | Eliminada   | Eliminada   | 81        |
| Blessing Entertainment (블레싱)         | Kim Sol-ee (김솔이)           | 15   | F                        | F                        | 92         | 19 899     | Eliminada  | Eliminada  | Eliminada   | Eliminada   | Eliminada   | Eliminada   | 92        |
| Blessing Entertainment (블레싱)         | Bang Joon-hee (방준희)        | 18   | F                        | C                        | 94         | 18 579     | Eliminada  | Eliminada  | Eliminada   | Eliminada   | Eliminada   | Eliminada   | 94        |
| Blessing Entertainment (블레싱)         | Ahn Yu-mi (안유미)            | 19   | D                        | F                        | 63         | 27 793     | Eliminada  | Eliminada  | Eliminada   | Eliminada   | Eliminada   | Eliminada   | 63        |
| Blessing Entertainment (블레싱)         | Oh Han-areum (오한아름)       | 18   | F                        | F                        | 83         | 21 245     | Eliminada  | Eliminada  | Eliminada   | Eliminada   | Eliminada   | Eliminada   | 83        |
| Cani Star Entertainment (케니스타)      | Park Ha-yi (박하이)           | 28   | F                        | D                        | 54         | 34 459     | 51         | 106 057    | Eliminada   | Eliminada   | Eliminada   | Eliminada   | 51        |
| Chorokbaem Juna (초록뱀주나)            | Ng Sze Kai (응 씨 카이)       | 22   | B                        | B                        | 17         | 176 067    | 28         | 298 495    | 23          | 14 138      | Eliminada   | Eliminada   | 23        |
| Chungchun Music (청춘뮤직)              | Kang Si-ra (강시라)           | 25   | B                        | B                        | 59         | 29 703     | 29         | 290 109    | 16          | 26 526      | 22          | 40 759      | 22        |
| Clear Company (클리어 컴퍼니)           | Ma Eun-jin (마은진            | 19   | Eliminada                | Eliminada                | Eliminada  | Eliminada  | Eliminada  | Eliminada  | Eliminada   | Eliminada   | Eliminada   | Eliminada   | Eliminada |
| CMG Chorok Stars (CMG초록별)            | Lim Hyo-sun (임효선)          | 18   | Eliminada                | Eliminada                | Eliminada  | Eliminada  | Eliminada  | Eliminada  | Eliminada   | Eliminada   | Eliminada   | Eliminada   | Eliminada |
| Cube Entertainment                      | Kwon Eun-bin (권은빈)         | 16   | A                        | D                        | 16         | 179 721    | 25         | 310 972    | 35          | 2353        | Eliminada   | Eliminada   | 35        |
| Cube Entertainment                      | Lee Youn-seo (이윤서)         | 14   | F                        | B                        | 38         | 56 821     | 59         | 73 702     | Eliminada   | Eliminada   | Eliminada   | Eliminada   | 59        |
| Cube Entertainment                      | Jeon So-yeon (전소연)         | 18   | A                        | A                        | 10         | 230 395    | 19         | 372 952    | 20          | 19 045      | 20          | 78 058      | 20        |
| DSP Media                               | Yoon Chae-kyung (윤채경)      | 20   | D                        | C                        | 21         | 149 977    | 15         | 460 700    | 7           | 53 255      | 16          | 128 454     | 16        |
| DSP Media                               | Cho Shi-yoon (조시윤)         | 20   | D                        | D                        | 27         | 102 110    | 41         | 146 681    | Eliminada   | Eliminada   | Eliminada   | Eliminada   | 41        |
| Duble Kick Company (더블킥 컴퍼니)      | Heo Chan-mi (허찬미)          | 24   | A                        | B                        | 15         | 184,926    | 33         | 249 026    | 26          | 8571        | Eliminada   | Eliminada   | 26        |
| ECube Media (이큐브 미디어)             | Kim Seol-a (김설아)           | 25   | D                        | F                        | 82         | 21 394     | Eliminada  | Eliminada  | Eliminada   | Eliminada   | Eliminada   | Eliminada   | 82        |
| Fantagio (판타지오)                     | Kim Do-yeon (김도연)          | 17   | B                        | A                        | 13         | 203 007    | 7          | 841 749    | 11          | 44 873      | 8           | 200 069     | 8         |
| Fantagio (판타지오)                     | Lee Soo-min (이수민)          | 17   | F                        | A                        | 45         | 43 932     | 34         | 243 513    | 31          | 6749        | Eliminada   | Eliminada   | 31        |
| Fantagio (판타지오)                     | Jung Hae-rim (정해림)         | 18   | C                        | C                        | 44         | 43 960     | 47         | 119 148    | Eliminada   | Eliminada   | Eliminada   | Eliminada   | 47        |
| Fantagio (판타지오)                     | Choi Yoo-jung (최유정)        | 17   | D                        | A                        | 3          | 392 773    | 2          | 1 286 447  | 3           | 128 004     | 3           | 438 778     | 3         |
| Fantagio (판타지오)                     | Chu Ye-jin (추예진)           | 15   | F                        | F                        | 50         | 41 048     | 46         | 126 296    | Eliminada   | Eliminada   | Eliminada   | Eliminada   | 46        |
| FM Entertainment                        | Yun Yu-dam (윤유담)           | 19   | B                        | D                        | 95         | 18 206     | Eliminada  | Eliminada  | Eliminada   | Eliminada   | Eliminada   | Eliminada   | 95        |
| Happy Face Entertainment (해피페이스)   | Kim Si-hyeon (김시현)         | 17   | F                        | B                        | 64         | 27 656     | Eliminada  | Eliminada  | Eliminada   | Eliminada   | Eliminada   | Eliminada   | 64        |
| Happy Face Entertainment (해피페이스)   | Kim Woo-jung (김우정)         | 24   | B                        | C                        | 74         | 23 795     | Eliminada  | Eliminada  | Eliminada   | Eliminada   | Eliminada   | Eliminada   | 74        |
| Happy Face Entertainment (해피페이스)   | Kim Ja-yeon (김자연)          | 25   | F                        | D                        | 86         | 20 932     | Eliminada  | Eliminada  | Eliminada   | Eliminada   | Eliminada   | Eliminada   | 86        |
| Happy Face Entertainment (해피페이스)   | Kim Ji-sung (김지성)          | 20   | D                        | B                        | 68         | 26 566     | Eliminada  | Eliminada  | Eliminada   | Eliminada   | Eliminada   | Eliminada   | 68        |
| Happy Face Entertainment (해피페이스)   | Kim Hong-eun (김홍은)         | 17   | C                        | F                        | 80         | 21 598     | Eliminada  | Eliminada  | Eliminada   | Eliminada   | Eliminada   | Eliminada   | 80        |
| Happy Face Entertainment (해피페이스)   | Lee Su-hyeon (이수현)         | 20   | D                        | B                        | 79         | 21 762     | Eliminada  | Eliminada  | Eliminada   | Eliminada   | Eliminada   | Eliminada   | 79        |
| Happy Face Entertainment (해피페이스)   | Hwang Soo-yeon (황수연)       | 24   | B                        | C                        | 56         | 30 858     | 39         | 158 248    | Eliminada   | Eliminada   | Eliminada   | Eliminada   | 39        |
| Happy Face Entertainment (해피페이스)   | Hwang A-young (황아영)        | 21   | D                        | D                        | 61         | 28 223     | 56         | 89 095     | Eliminada   | Eliminada   | Eliminada   | Eliminada   | 56        |
| Hello Music Entertainment (안녕뮤직)    | Kim Da-jeong (김다정)         | 21   | D                        | C                        | 62         | 28 000     | Eliminada  | Eliminada  | Eliminada   | Eliminada   | Eliminada   | Eliminada   | 62        |
| Jellyfish Entertainment (젤리피쉬)      | Kang Mi-na (강미나)           | 17   | A                        | A                        | 5          | 376 977    | 3          | 1,212 720  | 18          | 21 646      | 9           | 173 762     | 9         |
| Jellyfish Entertainment (젤리피쉬)      | Kim Na-young (김나영)         | 21   | A                        | A                        | 9          | 250 552    | 5          | 931 084    | 15          | 28 167      | 14          | 133 247     | 14        |
| Jellyfish Entertainment (젤리피쉬)      | Kim Se-jeong (김세정)         | 20   | A                        | A                        | 1          | 559 694    | 1          | 1 473 685  | 2           | 131 612     | 2           | 525 352     | 2         |
| JYP Entertainment                       | Jeon So-mi (전소미)           | 15   | A                        | B                        | 2          | 528 772    | 4          | 1 201 490  | 1           | 380 783     | 1           | 858 333     | 1         |
| Kconic Entertainment                    | Kim Min-ji (김민지)           | 23   | D                        | F                        | 34         | 63 132     | 44         | 133 093    | Eliminada   | Eliminada   | Eliminada   | Eliminada   | 44        |
| Kconic Entertainment                    | Kim Hyeong-eun (김형은)       | 22   | C                        | B                        | 37         | 59 191     | 23         | 332 712    | 33          | 4538        | Eliminada   | Eliminada   | 33        |
| Kconic Entertainment                    | Park Se-hee (박세희)          | 23   | C                        | F                        | 49         | 41 203     | 43         | 133 442    | Eliminada   | Eliminada   | Eliminada   | Eliminada   | 43        |
| Kconic Entertainment                    | Lee Jin-hee (이진희)          | 25   | D                        | F                        | 47         | 41 286     | 54         | 99 712     | Eliminada   | Eliminada   | Eliminada   | Eliminada   | 54        |
| LOEN Entertainment (로엔)               | Park So-yeon (박소연)         | 17   | A                        | A                        | 20         | 156 148    | 30         | 289 217    | 17          | 23 575      | 18          | 100 001     | 18        |
| Louders Entertainment                   | Kim Bo-seon (김보선)          | 22   | D                        | D                        | 96         | 18 034     | Eliminada  | Eliminada  | Eliminada   | Eliminada   | Eliminada   | Eliminada   | 96        |
| Louders Entertainment                   | Lee Seo-jeong (이서정)        | 16   | F                        | D                        | 85         | 21 018     | Eliminada  | Eliminada  | Eliminada   | Eliminada   | Eliminada   | Eliminada   | 85        |
| Louders Entertainment                   | Hwang Se-young (황세영)       | 22   | C                        | D                        | 67         | 26 981     | Eliminada  | Eliminada  | Eliminada   | Eliminada   | Eliminada   | Eliminada   | 67        |
| M&H                                     | Kim Chung-ha (김청하)         | 20   | A                        | A                        | 14         | 193 820    | 13         | 462 668    | 5           | 89 323      | 4           | 403 633     | 4         |
| M&H                                     | Oh Seo-jung (오서정)          | 21   | B                        | A                        | 41         | 51 381     | 49         | 117 986    | Eliminada   | Eliminada   | Eliminada   | Eliminada   | 49        |
| M2 Project                              | Pyun Kang-yoon (편강윤)       | 24   | F                        | F                        | 78         | 21 908     | Eliminada  | Eliminada  | Eliminada   | Eliminada   | Eliminada   | Eliminada   | 78        |
| Magic Fresh Company (매직프레쉬 컴퍼니) | Nam Su-jin (남수진)           | 21   | C                        | C                        | 91         | 20 189     | Eliminada  | Eliminada  | Eliminada   | Eliminada   | Eliminada   | Eliminada   | 91        |
| Magic Fresh Company (매직프레쉬 컴퍼니) | Park Min-ji (박민지)          | 17   | B                        | A                        | 71         | 24 772     | Eliminada  | Eliminada  | Eliminada   | Eliminada   | Eliminada   | Eliminada   | 71        |
| Majesty                                 | Niwa Shiori (니와 시오리)     | 22   | D                        | B                        | 77         | 23 045     | Eliminada  | Eliminada  | Eliminada   | Eliminada   | Eliminada   | Eliminada   | 77        |
| Majesty                                 | An Ye-seul (안예슬)           | 21   | B                        | B                        | 25         | 106 322    | 26         | 301 814    | 32          | 6046        | Eliminada   | Eliminada   | 32        |
| MBK Entertainment                       | Ki Heui-hyeon (기희현)        | 21   | C                        | A                        | 6          | 294 540    | 12         | 481 070    | 13          | 35 118      | 19          | 98 849      | 19        |
| MBK Entertainment                       | Kim Danielle (김다니)         | 17   | B                        | A                        | 7          | 273 930    | 18         | 419 427    | 24          | 12 581      | Eliminada   | Eliminada   | 24        |
| MBK Entertainment                       | Jung Chae-yeon (정채연)       | 19   | C                        | C                        | 8          | 251 469    | 9          | 696 808    | 12          | 43 820      | 7           | 215 338     | 7         |
| Midas Entertainment                     | Kim Yeon-kyeong (김연경)      | 20   | B                        | C                        | 52         | 38 506     | 58         | 74 668     | Eliminada   | Eliminada   | Eliminada   | Eliminada   | 58        |
| Midas Entertainment                     | Shin Hye-hyeon (신혜현)       | 17   | F                        | C                        | 90         | 20 752     | Eliminada  | Eliminada  | Eliminada   | Eliminada   | Eliminada   | Eliminada   | 90        |
| Midas Entertainment                     | Lee Chae-lin (이채린)         | 17   | D                        | D                        | 87         | 20 868     | Eliminada  | Eliminada  | Eliminada   | Eliminada   | Eliminada   | Eliminada   | 87        |
| Midas Entertainment                     | Choi Yu-bin (최유빈)          | 17   | C                        | D                        | 88         | 20 829     | Eliminada  | Eliminada  | Eliminada   | Eliminada   | Eliminada   | Eliminada   | 88        |
| Midas Entertainment                     | Katherine C. Lee (캐서린 리)  | 15   | D                        | F                        | 89         | 20 807     | Eliminada  | Eliminada  | Eliminada   | Eliminada   | Eliminada   | Eliminada   | 89        |
| Midas Entertainment                     | Han Ji-yeon (한지연)          | 21   | D                        | F                        | 76         | 23 566     | Eliminada  | Eliminada  | Eliminada   | Eliminada   | Eliminada   | Eliminada   | 76        |
| MJ Entertainment                        | Kim Mi-so (김미소)            | 16   | D                        | C                        | 73         | 24 114     | Eliminada  | Eliminada  | Eliminada   | Eliminada   | Eliminada   | Eliminada   | 73        |
| MJ Entertainment                        | Yu Su-a (유수아)              | 19   | A                        | D                        | 57         | 30 609     | 53         | 100 141    | Eliminada   | Eliminada   | Eliminada   | Eliminada   | 53        |
| MJ Entertainment                        | Heo Saem (허샘)               | 23   | C                        | F                        | 75         | 23 722     | Eliminada  | Eliminada  | Eliminada   | Eliminada   | Eliminada   | Eliminada   | 75        |
| Music K Entertainment                   | Kim Ju-na (김주나)            | 22   | C                        | F                        | 19         | 161 825    | 21         | 371 978    | 34          | 3 450       | Eliminada   | Eliminada   | 34        |
| Music Works (뮤직웍스)                  | Kim So-hee (김소희)           | 21   | C                        | C                        | 23         | 109 501    | 22         | 363 818    | 6           | 54 538      | 15          | 128 527     | 15        |
| Mystic Entertainment (미스틱)           | Kim Su-hyun (김수현)          | 16   | C                        | D                        | 69         | 26 139     | Eliminada  | Eliminada  | Eliminada   | Eliminada   | Eliminada   | Eliminada   | 69        |
| Next Level Entertainment                | Lee Se-heun (이세흔)          | 17   | B                        | C                        | 93         | 18 731     | Eliminada  | Eliminada  | Eliminada   | Eliminada   | Eliminada   | Eliminada   | 93        |
| Nextar Entertainment (넥스타)           | Moon Hyun-ju (문현주)         | 18   | F                        | F                        | 97         | 16 736     | Eliminada  | Eliminada  | Eliminada   | Eliminada   | Eliminada   | Eliminada   | 97        |
| Nextar Entertainment (넥스타)           | Choi Eun-bin (최은빈)         | 23   | C                        | C                        | 70         | 25 659     | Eliminada  | Eliminada  | Eliminada   | Eliminada   | Eliminada   | Eliminada   | 70        |
| NHemg                                   | Hwang Ri-yu (황리유)          | 18   | F                        | F                        | 66         | 27 042     | Eliminada  | Eliminada  | Eliminada   | Eliminada   | Eliminada   | Eliminada   | 66        |
| Pledis Entertainment (플레디스)         | Kang Gyeong-won (강경원)      | 19   | C                        | D                        | 31         | 71 200     | 48         | 118 171    | Eliminada   | Eliminada   | Eliminada   | Eliminada   | 48        |
| Pledis Entertainment (플레디스)         | Kang Yae-bin (강예빈)         | 18   | A                        | A                        | 28         | 88 277     | 32         | 250 556    | 29          | 6879        | Eliminada   | Eliminada   | 29        |
| Pledis Entertainment (플레디스)         | Kim Min-kyoeng (김민경)       | 19   | F                        | B                        | 42         | 50 652     | 42         | 141 623    | Eliminada   | Eliminada   | Eliminada   | Eliminada   | 42        |
| Pledis Entertainment (플레디스)         | Park Si-yeon (박시연)         | 16   | B                        | B                        | 26         | 105 963    | 20         | 372 295    | 25          | 11 009      | Eliminada   | Eliminada   | 25        |
| Pledis Entertainment (플레디스)         | Lim Na-young (임나영)         | 21   | B                        | A                        | 24         | 107 785    | 11         | 665 898    | 9           | 48 110      | 10          | 138 726     | 10        |
| Pledis Entertainment (플레디스)         | Jung Eun-woo (정은우)         | 18   | D                        | B                        | 18         | 175 904    | 17         | 438 879    | 21          | 14 986      | 21          | 42 461      | 21        |
| Pledis Entertainment (플레디스)         | Zhou Jieqiong (주결경)        | 18   | A                        | A                        | 4          | 387 537    | 6          | 885 556    | 19          | 19 252      | 6           | 218 338     | 6         |
| RedLine Entertainment                   | Kim So-hye (김소혜)           | 17   | F                        | F                        | 11         | 227 670    | 8          | 833 101    | 4           | 94 189      | 5           | 229 732     | 5         |
| Show Works (쇼웍스)                     | Hwang In-sun (황인선)         | 27   | D                        | C                        | 36         | 59 736     | 31         | 256 387    | 27          | 8 114       | Eliminada   | Eliminada   | 27        |
| SS Entertainment                        | Seo Hye-lin (서혜린)          | 21   | F                        | D                        | 65         | 27 333     | Eliminada  | Eliminada  | Eliminada   | Eliminada   | Eliminada   | Eliminada   | 65        |
| SS Entertainment                        | Lee Su-hyun (이수현)          | 20   | D                        | A                        | 32         | 65 610     | 35         | 228 806    | 22          | 14 613      | 13          | 133 900     | 13        |
| SS Entertainment                        | Lee Hae-in (이해인)           | 22   | C                        | A                        | 40         | 52 494     | 14         | 461 050    | 14          | 31 059      | 17          | 116 566     | 17        |
| Star Empire Entertainment               | Kang Si-hyeon (강시현)        | 18   | C                        | F                        | 60         | 29 124     | 61         | 65 368     | Eliminada   | Eliminada   | Eliminada   | Eliminada   | 61        |
| Star Empire Entertainment               | Kim Yun-ji (김윤지)           | 20   | C                        | B                        | 84         | 21 206     | Eliminada  | Eliminada  | Eliminada   | Eliminada   | Eliminada   | Eliminada   | 84        |
| Star Empire Entertainment               | Han Hye-ri (한혜리)           | 19   | C                        | D                        | 22         | 125 095    | 16         | 450 768    | 8           | 49 379      | 12          | 134 128     | 12        |
| Star Planet Co. (스타플레닛)            | Ham Ye-ji (함예지)            | 22   | D                        | F                        | 72         | 24 485     | Eliminada  | Eliminada  | Eliminada   | Eliminada   | Eliminada   | Eliminada   | 72        |
| Starship Entertainment (스타쉽)         | Kim Tae-ha (김태하)           | 18   | B                        | D                        | 33         | 64 149     | 50         | 117 208    | Eliminada   | Eliminada   | Eliminada   | Eliminada   | 50        |
| Starship Entertainment (스타쉽)         | Shim Chae-eun (심채은)        | 17   | C                        | F                        | 58         | 30 347     | 60         | 72 460     | Eliminada   | Eliminada   | Eliminada   | Eliminada   | 60        |
| Starship Entertainment (스타쉽)         | Yoo Yeon-jung (유연정)        | 17   | B                        | A                        | 12         | 214 691    | 10         | 684 660    | 10          | 45 985      | 11          | 136 780     | 11        |
| Tipping Entertainment (티핑)            | Ariyoshi Risa (아리요시 리사) | 23   | F                        | F                        | 48         | 41 244     | 55         | 95 712     | Eliminada   | Eliminada   | Eliminada   | Eliminada   | 55        |
| Yama&HotchiksEntertainment              | Lim Jung-min (임정민)         | 16   | B                        | B                        | 53         | 36 760     | 57         | 88 074     | Eliminada   | Eliminada   | Eliminada   | Eliminada   | 57        |

## Controversia
La controversia surgió cuando Ilgan Sports filtró los términos del contrato entre CJ E&M y las agencias de Produce 101 al público el 16 de febrero de 2016. Según el contrato, tanto las agencias como las aprendices estaban prohibidos de emprender acciones legales contra cualquier edición manipulada del programa o de revelar información confidencial. Mientras que las agencias compartían los costos de producción musical, las aprendices es no recibirían compensación por su participación en el programa. Además, CJ E&M se llevaría la mitad de los beneficios de los lanzamientos musicales de Produce 101, compartiendo el resto con las agencias de las integrantes.
Un afiliado del programa declaró que: 

«Es lamentable que el contenido del contrato haya sido revelado», enfatizó, agregando que «los términos descritos en el contrato son 'comunes legalmente' y están diseñados para proteger los derechos editoriales de los productores y evitar cualquier 'spoiler' del programa».

## Ranking
Las once mejores concursantes fueron elegidas mediante votación en línea en la página web de Produce 101 y a través de la votación en vivo que se mostró al final de cada episodio. Este ranking determinó las once aprendices que formaron el grupo de chicas.
Durante el primer y segundo período de votación, los espectadores podían seleccionar hasta once participantes por voto. Sin embargo, en la tercera ronda, el sistema cambió para permitir votar solo por una aprendiz a la vez.

### Primer período de votación
| N.º | Episodio 1 (Votos online) | Episodio 2 (Votos online) | Episodio 3 (Votos online) | Episodio 4 (Votos en vivo) | Episodio 4 (Votos en vivo) | Episodio 5 (Votos totales) | Episodio 5 (Votos totales) |
| N.º | Episodio 1 (Votos online) | Episodio 2 (Votos online) | Episodio 3 (Votos online) | Nombre                     | Votos                      | Nombre                     | Votos                      |
| --- | ------------------------- | ------------------------- | ------------------------- | -------------------------- | -------------------------- | -------------------------- | -------------------------- |
| 1   | Jeon So-mi                | Jeon So-mi                | Jeon So-mi                | Kim Se-jeong               | 1204                       | Kim Se-jeong               | 559 694                    |
| 2   | Kim Se-jeong              | Kim Se-jeong              | Kim Se-jeong              | Hwang Soo-yeon             | 1180                       | Jeon So-mi                 | 528 772                    |
| 3   | Zhou Jieqiong             | Kang Mi-na                | Kang Mi-na                | Lim Na-young               | 1160                       | Choi Yoo-jung              | 392 773                    |
| 4   | Jung Chae-yeon            | Zhou Jieqiong             | Kim Danielle              | Kim Ju-na                  | 1137                       | Zhou Jieqiong              | 387 537                    |
| 5   | Jung Eun-woo              | Kim Na-young              | Ki Heui-hyeon             | Kim Do-yeon                | 1125                       | Kang Mi-na                 | 376 977                    |
| 6   | Ki Heui-hyeon             | Kim Danielle              | Zhou Jieqiong             | Jeon So-mi                 | 1118                       | Ki Heui-hyeon              | 294 540                    |
| 7   | Kim Danielle              | Heo Chan-mi               | Kim Na-young              | Kim Min-kyeong             | 1117                       | Kim Danielle               | 273 930                    |
| 8   | Kang Mi-na                | Jung Chae-yeon            | Choi Yoo-jung             | Kang Yae-bin               | 1110                       | Jung Chae-yeon             | 251 469                    |
| 9   | Kim Na-young              | Ki Heui-hyeon             | Heo Chan-mi               | Park Si-yeon               | 1097                       | Kim Na-young               | 250 552                    |
| 10  | Kwon Eun-bin              | Kwon Eun-bin              | Jung Chae-yeon            | Kim Si-hyeon               | 1088                       | Jeon So-yeon               | 230 395                    |
| 11  | Choi Yoo-jung             | Jeon So-yeon              | Jeon So-yeon              | Park Min-ji                | 1087                       | Kim So-hye                 | 227 670                    |

Notas
- En el cuarto episodio, se otorgan 1000 puntos adicionales a las participantes de los equipos ganadores.
- El ranking del quinto episodio se determinó combinando los votos en línea de las participantes con los votos en vivo del episodio anterior.

### Segundo y tercer período de votación
| N.º | Segunda ronda             | Segunda ronda              | Segunda ronda              | Tercera ronda               | Tercera ronda               |
| N.º | Episodio 6 (Votos online) | Episodio 8 (Votos totales) | Episodio 8 (Votos totales) | Episodio 10 (Votos totales) | Episodio 10 (Votos totales) |
| N.º | Episodio 6 (Votos online) | Nombre                     | Votos                      | Nombre                      | Votos                       |
| --- | ------------------------- | -------------------------- | -------------------------- | --------------------------- | --------------------------- |
| 1   | Kim Se-jeong              | Kim Se-jeong               | 1 473 687                  | Jeon So-mi                  | 380 783                     |
| 2   | Choi Yoo-jung             | Choi Yoo-jung              | 1 286 447                  | Kim Se-jeong                | 131 612                     |
| 3   | Kang Mi-na                | Kang Mi-na                 | 1 212 720                  | Choi Yoo-jung               | 128 004                     |
| 4   | Jeon So-mi                | Jeon So-mi                 | 1 201 490                  | Kim So-hye                  | 93 189                      |
| 5   | Kim Na-young              | Kim Na-young               | 931 084                    | Kim Chung-ha                | 89 323                      |
| 6   | Zhou Jieqiong             | Zhou Jieqiong              | 885 556                    | Kim So-hee                  | 54 538                      |
| 7   | Kim So-hye                | Kim Do-yeon                | 841 749                    | Yoon Chae-kyung             | 53 255                      |
| 8   | Kim Do-yeon               | Kim So-hye                 | 833 101                    | Han Hye-ri                  | 49 379                      |
| 9   | Yoo Yeon-jung             | Jung Chae-yeon             | 696 808                    | Lim Na-young                | 48 110                      |
| 10  | Jung Chae-yeon            | Yoon Yeon-jung             | 684 660                    | Yoo Yeon-jung               | 45 985                      |
| 11  | Lim Na-young              | Lim Na-young               | 665 898                    | Kim Do-yeon                 | 44 873                      |

Nota
- El ranking del séptimo y noveno episodio no se mostró debido a las eliminaciones de la segunda y tercera ronda.

### Resultados

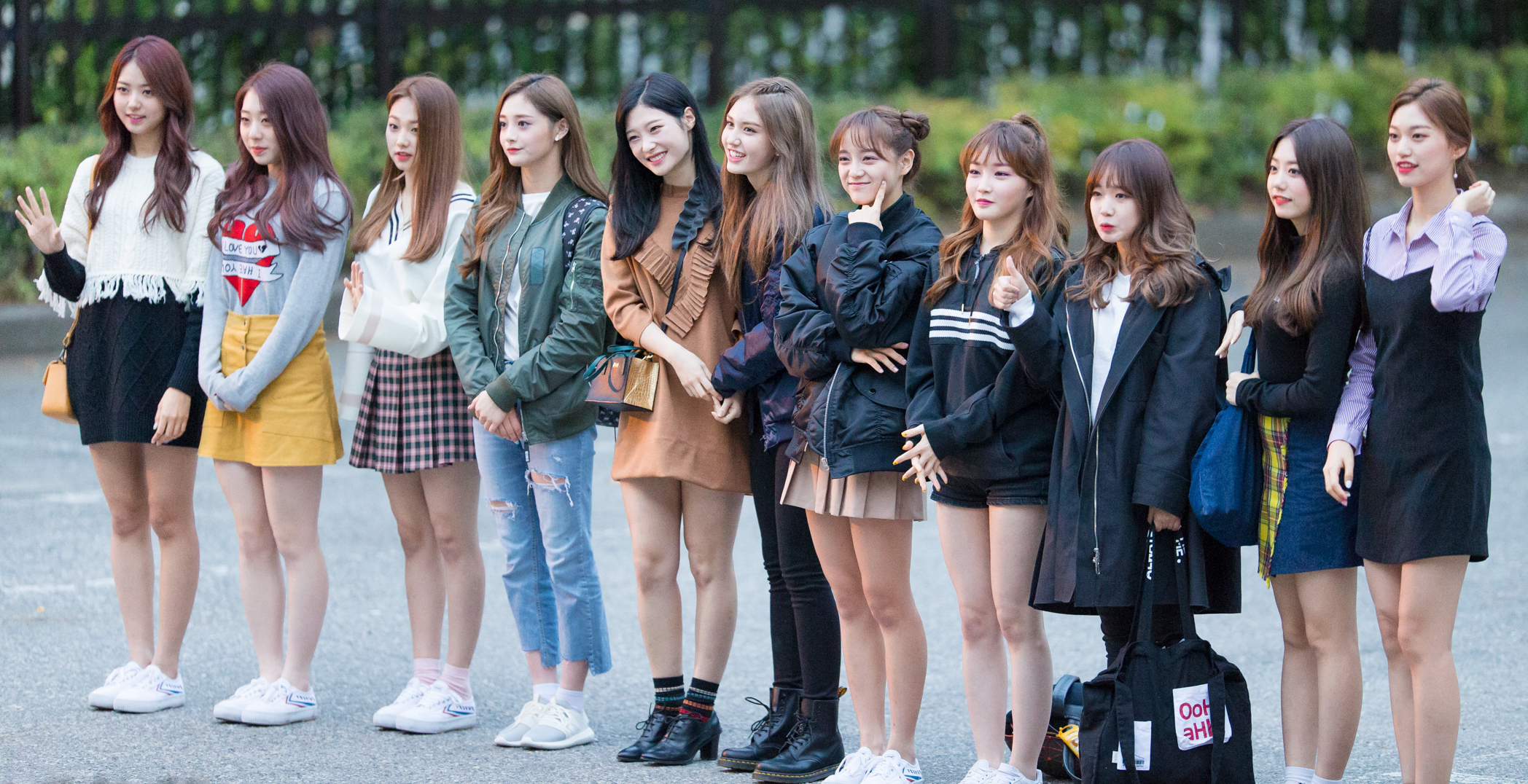
I.O.I, formado a partir de Produce 101. De izquierda a derecha: Nayoung, Yeonjung, Mina, Jieqiong, Chaeyeon, Somi, Sejeong, Chungha, Yoojung, Sohye y Doyeon.

Durante el episodio final, transmitido el 1 de abril de 2016, Jang Keun-suk reveló el nombre del grupo, I.O.I.
| N.º | Episodio 11 (Votos totales) | Episodio 11 (Votos totales) | Episodio 11 (Votos totales) |
| N.º | Nombre                      | Votos                       | Discográfica                |
| --- | --------------------------- | --------------------------- | --------------------------- |
| 1   | Jeon So-mi                  | 858 333                     | JYP                         |
| 2   | Kim Se-jeong                | 525 352                     | Jellyfish                   |
| 3   | Choi Yoo-jung               | 438 778                     | Fantagio                    |
| 4   | Kim Chung-ha                | 403 633                     | M&H                         |
| 5   | Kim So-hye                  | 229 732                     | RedLine                     |
| 6   | Zhou Jieqiong               | 218 338                     | Pledis                      |
| 7   | Jung Chae-yeon              | 215 338                     | MBK                         |
| 8   | Kim Do-yeon                 | 200 069                     | Fantagio                    |
| 9   | Kang Mi-na                  | 173 762                     | Jellyfish                   |
| 10  | Lim Na-young                | 138 726                     | Pledis                      |
| 11  | Yoo Yeon-jung               | 136 780                     | Starship                    |

## Índices de audiencia
Desde que empezó a transmitirse, Produce 101 registró un aumento en la audiencia.
| Episodio # | Fecha de transmisión  | Audiencia   | Audiencia                     | Audiencia | Audiencia |
| Episodio # | Fecha de transmisión  | AGB Nielsen | AGB Nielsen                   | TNmS      |           |
| Episodio # | Fecha de transmisión  | Nacional    | Área Capital Nacional de Seúl | Nacional  |           |
| ---------- | --------------------- | ----------- | ----------------------------- | --------- | --------- |
| 1          | 22 de enero de 2016   | 1.04%       | N/A                           | 0.50%     |           |
| 2          | 29 de enero de 2016   | 1.56%       | N/A                           | 1.10%     |           |
| 3          | 5 de febrero de 2016  | 1.78%       | N/A                           | 1.50%     |           |
| 4          | 12 de febrero de 2016 | 3.31%       | 2.75%                         | 3.00%     |           |
| 5          | 19 de febrero de 2016 | 3.48%       | 3.36%                         | 3.60%     |           |
| 6          | 26 de febrero de 2016 | 3.41%       | 3.12%                         | 3.60%     |           |
| 7          | 4 de marzo de 2016    | 3.78%       | 4.03%                         | 3.40%     |           |
| 8          | 11 de marzo de 2016   | 3.66%       | 4.78%                         | 3.00%     |           |
| 9          | 18 de marzo de 2016   | 2.98%       | 3.17%                         | 3.10%     |           |
| 10         | 25 de marzo de 2016   | 3.69%       | 4.77%                         | 4.10%     |           |
| 11 (Final) | 1 de abril de 2016    | 4.38%       | 4.94%                         | 3.70%     |           |
|            | Promedio              | 3.01%       | N/A                           | 2.70%     |           |

Nota
- En azul la audiencia más baja.
- En rojo la audiencia más alta.